# El Mehdi Zoubairi
El Mehdi Zoubairi (arab. المهدي زبيري, ur. 21 kwietnia 1987 w Marrakeszu) – marokański piłkarz, grający jako środkowy obrońca.

## Kariera klubowa

### Kawkab Marrakesz
Karierę rozpoczynał w Kawkabie Marrakesz. Do pierwszego zespołu został dołączony w 2007 roku. W sezonie 2010/2011 zagrał w lidze 11 meczów. W sezonie 2013/2014 zagrał 28 meczów i miał dwie asysty. W kolejnym sezonie rozegrał jedno spotkanie. Sezon 2015/2016 zakończył z 10 meczami i jedną bramką. W sezonie 2016/2017 również wystąpił w jednym meczu. W sezonie 2017/2018 występował 10 razy.

### Dalsza kariera
27 września 2018 roku został zawodnikiem JS Massira. 1 października 2020 roku zakończył karierę.